# Häxprocessen i Amersfoort och Utrecht
Häxprocessen i Amersfoort och Utrecht var en häxprocess som utspelade sig i staden Amersfoort i Nederländerna mellan 1591 och 1595. Processen ägde ursprungligen rum i Amersfoort, men den avslutades i Utrecht, där de anklagade dömdes. Den är en av de mest kända häxprocesserna i Nederländerna. Sjutton personer åtalades för trolldom, av vilka sju avrättades, en avled i fängelset, fem dömdes till lättare straff, en frikändes, och en dom är okänd.

## Bakgrund
Amersfoort var ett omstritt område under nederländska frihetskriget, då det hade lidit svårt att stridigheterna och den politiska instabiliteten, och när stabiliteten slutligen återställdes 1579, led staden tjugor år framåt av fattigdom och arbetslöshet. Detta anses ha skapat ett behov av syndabockar bland allmänheten, ett behov som uppmuntrades av myndigheterna, som använde processerna för att etablera fast kontroll över området. 
Inledningsvis anklagades sjutton personer, inklusive män, för trolldom. "Hex" förstods betyda skada genom trolldom på människor, djur och grödor. Många av dessa misstänkta hade kopplingar till redan dömda. De flesta av dem var fattiga, men det fanns också några välbärgade. Särskilt personer med dåligt rykte. Fattiga anhöriga till redan dömda var de vanligaste misstänkta.

## Rättsprocessen
Anklagelserna väcktes av personer som kände sig kränkta av häxorna. De trodde att de själva, eller deras familj, deras boskap eller grödor var förhäxade. De gick sedan till den anklagade och krävde att de skulle välsigna dem eller deras förhäxade barn, djur eller grödor. Denna välsignelse var avsedd som en form av motförhäxning. Detta innebar dock att den åtalade hölls ansvarig för den första sjukdomen eller skadan. Om häxan gick med på saken, erkände hon faktiskt att hon hade utfört den skadliga besvärjelsen. Välsignelsen förvägrades vanligtvis. Den anklagade kunde också inleda en ärekränkningsprocess mot de klagande, vilket skulle kunna fungera som en metod för att undvika en häxprocess.
Om den misstänkte inte rehabiliterades följde en formell häxprocess inför högre domstol. Under en sådan rättegång var åklagarna tvungna att bevisa i rätten att den misstänkte var en häxa. Skadan måste bevisas med hjälp av vittnen, annars skulle häxan gå fri. I Holland nöjde sig domstolen vanligtvis inte med symboliska saker, som en arg blick, för att förklara skadan. Rätten ville höra en rimlig orsak, till exempel användandet av gift. Inte heller kunde anklagelserna göras av illvilja eller avund. Om de anklagade kunde kalla tillräckligt många edsvittnen (fyra till åtta) frikändes de vanligtvis. Frikännande eller fällande dom kan därför bero på graden av inflytande eller popularitet hos den anklagade.
Tortyr användes bara när häxans skuld redan ansågs bevisad och allt som behövdes var en bekännelse. Under tortyren tvingades de anklagade att erkänna att de hade ingått en kättersk pakt med djävulen, haft samlag med honom och dansat under häxans sabbater med andra häxor. De var tvungna att namnge de andra häxorna.
Barn greps också för häxkonst. Hela rättegångsserien förlitade sig till stor del på barns bekännelser. Barn var mer benägna än vuxna när de tillfrågades. Dessa barn fick ofta bara fängelse (efter piskning). I tortyr började man ofta med de svagaste: de erkände tidigare, och då behövde de andra inte längre torteras.
Malleus maleficarum användes troligen inte under denna process, eftersom det var en katolsk bok, och Amersfoort hade reformerats sedan 1580. Om skuld konstaterades beslagtogs den anklagades gods.

## Åtalade
- 1591. En gammal kvinna, Maria Dircxz med dotter och dotterdotter (15) ströps och brändes.

- 1593. Geertgen Damen (80) brändes. Hon var en spinnare och sägs ha förhäxat barn. Ett barn blev sjukt efter att Geertgen gav henne en kaka, ett annat barn dog efter att ha blivit välsignat (förhäxat) av Geertgen. Hon fängslades och torterades. Hon erkände allt, inklusive att hon hade haft samlag med djävulen. Hon flöt under vattenprovet. Dagen efter ströps hon och brändes.

- 1595. Grietgen Willems och hennes dotter Adriana Willems (15), fattiga, arresterades. En kvinna ska ha blivit sjuk av en sill hon fått av Grietgen. Denna kvinna hade då krävt en välsignelse (avhäxning) av Grietgen, men den välsignelsen hade inte hjälpt. Sedan bad hon Adriana om en välsignelse igen, men hon vägrade, eftersom det kunde tolkas som en bekännelse och därmed var en kränkning av Adrianas goda ära. Grannar kom med ännu fler anklagelser: barn skulle ha dött på grund av mor och dotters välsignelser. De tillfångatogs och fler anklagelser följde. Barn skulle ha blivit sjuka efter att ha ätit äpplen som Grietgen hade gett dem. Adriana erkände av rädsla för tortyren. Hon erkände också att hon skulle ha dansat med djävulen med Marie Barten och Roode Cater. Grietgen nekade, varefter Adriana återtog sitt erkännande. Mor och dotter var tydligen inte populära eftersom nya anklagelser kom igen. Under hot om tortyr erkände Adriana allt. Modern erkände bara under tortyren. Hon brändes efter strypning, medan Adriana blev offentligt piskad och sattes i fängelse på grund av sin låga ålder.

- 1595. Volckert Dircxz arresterades. Han sägs ha välsignat barn och djur, ibland frivilligt, ibland påtvingat. Ibland med framgång och ibland med dödlig utgång. Vittnen bekräftade detta. Hans dotter Hendrikje (17) och sönerna Hessel (14) och Elbert (13) förhördes sedan. Hessel gjorde mycket kränkande uttalanden om sin far. Han skulle ha dansat med djävulen i skepnad av en katt, och i skepnad av en varulv, som bitit ihjäl djur och druckit deras blod. Volckert nekade, trots tortyren. Vittnen gav kränkande uttalanden och Volckert misslyckades med vattenprovet. Under hot om ny tortyr erkände han allt. Han anmälde ingen annan. Först blev han halvt strypt, sedan brändes han.

- 1595 Hendrikje Volckerts förhördes. Hon erkände att hon hade slutit en pakt med djävulen för att han lovade att göra henne rik. Hon nämnde andra namn. Maria Barten, far och son (Antonius) Bulken, och Grietje Seghers (de Roode Cater).

- 1595 Hessel Volckerts anklagade också Antonius Bulken.

- 1595 Grietje Seghers eller Roode Cater. Hennes namn nämndes under förhören av Adriana Willems och Hendrikje Volckerts. Hon utsattes för vattenprovet, torterades, och hittades i fängelse dagen efter med bruten nacke.

- 1595 Antonius Buycken (eller Bulken). Hans namn nämndes under förhören med Hendrikje och Hessel Volckerts. Han torterades och erkände. Han tog sedan tillbaka sitt erkännande och torterades igen. Sedan erkände han allt. Hans far hade flytt och dömdes in frånvaro. Antonius anmälde också Maria Barten, eftersom de skulle ha dansat med djävulen.

- 1595 Maria Barten och Hendrikje Volckerts (17) ska ha överlämnat sig åt djävulen, förvandlats till vargar och bitit ihjäl djur. De skulle också ha deltagit i danser med djävulen i kattens skepnad. Hendrikje ska ha parat sig med djävulen från 14 års ålder och orsakat ett hagelväder. De brändes tillsammans med Antonius Bulken efter lätt strypning. Hendrikjes 4 bröder fick övervaka. Även om dessa också hade förvandlat sig själva till vargar, blev de bara piskade och satte i fängelse för att de var så unga.

- 1595 Swaentgen Seghers, dotter till Roode Cater, hade flytt efter sin mammas död och tillfångatogs efter hennes återkomst, men släpptes på grund av brist på bevis.

- 1595 Jannetge Pots, som till en början flydde, greps efter att hon återvänt. Resultatet av denna process är okänt.